# Xylostola
Xylostola is een geslacht van vlinders van de familie Uilen (Noctuidae).

## Soorten
- X. indistincta Moore, 1882
- X. novimundi Dyar, 1919
- X. olivacea Hampson, 1909
- X. olivata Hampson, 1909
- X. punctum Berio, 1956